# Francisco do Rosario Sánchez

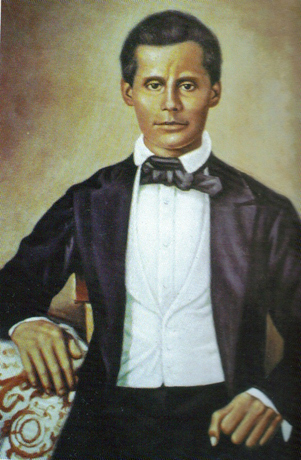

Francisco do Rosario Sánchez (Santo Domingo, 9 de março de 1817 – San Juan da Maguana, 4 de julho de 1861) foi um advogado, e político dominicano. É junto a Juan Pablo Duarte e Ramón Matías Mella, um dos Pais Fundadores da República Dominicana.
Sánchez foi líder e estratega político da guerra dominicana e contraatacó a ocupação haitiana, tomou as riendas da luta depois da ausência de Duarte e proclamou a independência no Baluarte San Genaro o 27 de fevereiro de 1844.

## Família e primeiros anos

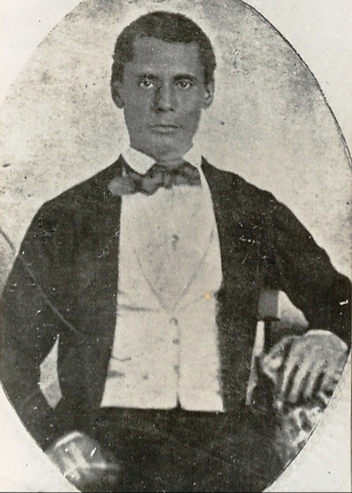

Sánchez nasceu o 9 de março de 1817 na cidade de Santo Domingo, durante o período de 12 anos bastante conhecido pelos dominicanos como Espanha Boba. Este período esteve plagado de uma crise tanto económica como cultural, em vista de que, quando Juan Sánchez Ramírez conseguiu que a "Junta de Bandillo" no final de 1808 decidisse voltar a Espanha ou a reincorporar depois de vencer ao governador Jean-Louis Ferrand na Batalha de Pau Hincado, quem aplicou o Tratado de Basilea em 1804, mediante o qual Espanha cedeu a parte este da Ilha a França em 1795. Espanha estava baixo a invasão napoleónica, o que impediu cumprir com os requerimentos da colónia reconquistada.

memorial com busto do Francisco do Rosario Sanchez

Sánchez era filho de Olaya do Rosario Belém (1791–1849), uma mulher mulata de tez clara com antepassados tanto europeus (canarios) como africanos, [2] e Narciso "Seño Narcisazo" Sánchez Ramona (1789– 1869), um homem alto que descia maioritariamente de escravos. Por sua diferente condição racial e socioeconómica (sendo a de sua esposa Olaya, muito maior à dele), tiveram que casar depois de uma autorização especial do prefeito da cidade.
Sua mãe era cabeleireira e fabricava pentes, enquanto seu pai trabalhava no comércio de carnes, vendendo, matando e criando ganhado. Seus apellidos estavam investidos como seus pais ainda não estavam casados ao momento de seu nascimento, o fazendo oficialmente em 1819.